# Élections législatives salvadoriennes de 2009
Les élections législatives salvadoriennes de 2009 ont eu lieu le 18 janvier 2009.

## Résultats
| Partis                                                                | Votes     | %     | Sièges |
| --------------------------------------------------------------------- | --------- | ----- | ------ |
| FMLN (Frente Farabundo Martí de Liberación Nacional): gauche radicale | 943 936   | 42,60 | 35     |
| ARENA (Alianza Republicana Nacionalista): conservateur/libéral        | 854 166   | 38,55 | 32     |
| PCN (Partido de Conciliación Nacional): conservateur                  | 194 751   | 8,79  | 11     |
| PDC (Partido Demócrata Cristiano): démocrate-chrétien                 | 153 654   | 6,94  | 5      |
| Cambio Democrático: social-démocrate                                  | 46 971    | 2,2   | 1      |
| Total                                                                 | 2 215 589 |       | 84     |
| source: Tribunal suprême électoral                                    |           |       |        |

Le total ne fait pas 100 % car il y a un autre parti qui n'a pas eu d'élus et des coalitions.
De même, le total des voix du tableau est inférieur au total des votes exprimés.
- Cet article est partiellement ou en totalité issu de l'article intitulé « Politique au Salvador » (voir la liste des auteurs).